# Teorema de Skolem–Noether
En matemáticas, el teorema de Skolem–Noether, nombrado así en honor a Thoralf Skolem y Emmy Noether, es un resultado importante en teoría de anillos que caracteriza los automorfismos de los anillos simples. 
El teorema fue publicado por primera vez por Skolem en 1927 en su trabajo Zur Theorie der assoziativen Zahlensysteme (en alemán: Sobre la teoría de los sistemas numéricos asociativos) y posteriormente redescubierto por Noether. 

## Teorema de Skolem-Noether
En una formulación general, sean A y B anillos simples, y K = Z(B) el centro de B. Supóngase que la dimensión de B sobre el cuerpo K es finito, es decir, B es un álgebra central simple (K es un cuerpo puesto que cualquier {\displaystyle x\in K}, por centralidad, genera un ideal bilátero {\displaystyle I\neq 0}, así que la simplicidad de B implica que {\displaystyle I=B} y por tanto {\displaystyle x} es invertible).
Entonces, si 
f,g : A → B
son homomorfismos del álgebra K, existe una unidad b en B tal que 
g(a) = b·f(a)b-1
para todo a en A.

## Implicaciones
- Todo automorfismo de un álgebra de Brauer es un automorfismo interior.